# أليغو بيرالتا
أليغو بيرالتا (بالإسبانية: Alejo Peralta)‏ هو شخصية أعمال مكسيكي، ولد في 5 مايو 1916 في مدينة بويبلا في المكسيك، وتوفي في 8 أبريل 1997.